# Deraeocoris fulgidus
Deraeocoris fulgidus är en insektsart som först beskrevs av Van Duzee 1914.  Deraeocoris fulgidus ingår i släktet Deraeocoris och familjen ängsskinnbaggar. Inga underarter finns listade i Catalogue of Life.